# Musikmagasin
Et musikmagasin eller musiktidsskrift er et tidsskrift der er dedikeret til musik og musikkultur. Denne type magasiner inkluderer typisk musiknyheder, interviews, billeder, essay, pladeanmeldelser og koncertanmeldelser.
Eksempler på musikmagsiner tæller bl.a. Dansk Musiktidsskrift, GAFFA, MM, Metal Hammer, Billboard, Q, Soundvenue, Rolling Stone og RPM.
| Musik | Spire Denne musikartikel er en spire som bør udbygges. Du er velkommen til at hjælpe Wikipedia ved at udvide den. |